# Sandro Principe
Sandro Principe (Rende, 11 agosto 1949) è un politico italiano, già deputato del Partito Socialista Italiano e sottosegretario al Ministero del lavoro e della previdenza sociale nel Governo Amato I e nel Governo Ciampi. Ricopre la carica di sindaco di Rende dal 26 maggio 2025.

## Biografia
Figlio di Francesco Principe, leader socialista calabrese e presidente della Giunta Regionale, Sandro è avvocato, esperto di diritto amministrativo, e impegnato in politica come esponente del PSI, sin dagli anni ottanta come sindaco di Rende. Nel 1987 è stato eletto deputato, riconfermato nel 1992 e nominato sottosegretario al Lavoro nel Governo presieduto da Giuliano Amato e nel Governo presieduto da Carlo Azeglio Ciampi.
Segue Amato in occasione delle elezioni politiche del 1994 ed è candidato per la coalizione centrista del Patto per l'Italia nel collegio di Rende senza tuttavia risultare eletto.
Nel 1999 è stato rieletto sindaco di Rende e, il 29 maggio del 2004, allo scadere del suo mandato, è stato ferito in maniera gravissima da un colpo di pistola al volto, mentre partecipava alla cerimonia per l'inaugurazione della Chiesa di San Carlo Borromeo di Rende. Costretto in ospedale con lo stato di salute fortemente compromesso, non partecipa alla campagna elettorale ma viene rieletto sindaco con il 78% dei consensi.
Alle elezioni regionali del 2005 viene eletto in Consiglio Regionale all'interno della lista regionale dell'Unione, a sostegno di Agazio Loiero. Alle stesse elezioni si era fatto promotore della costituzione di una lista di "Unità Socialista" con il suo movimento denominato Socialisti per l'Ulivo, guidando un'anima socialista che è rivolta verso il futuro Partito Democratico.
Entra a far parte della Giunta Regionale della Calabria come assessore alla Istruzione, Cultura, Alta Formazione, Università e Innovazione Tecnologica, riconfermato nelle successive formazioni dell'esecutivo fino a novembre 2007.
Nel 2010 viene rieletto consigliere regionale nelle liste del Partito Democratico, nella circoscrizione di Cosenza; successivamente viene eletto Capogruppo PD al Consiglio regionale della Calabria.
Dopo che la sua coalizione riformista è uscita sconfitta nelle elezioni comunali del 2014 contro il Laboratorio Civico guidato dall'Avvocato Marcello Manna, Principe scende in campo come candidato Sindaco in prima persona nelle elezioni del 2019 ma questo non basta per evitare una sconfitta politica con oltre 2.000 voti di scarto rispetto alla coalizione dello stesso Manna.

## Procedimenti giudiziari
- Alla vigilia delle elezioni politiche del 1992 scatta il blitz delle preferenze ordinato dall'allora Procuratore capo di Palmi Agostino Cordova e dal Pubblico Ministero di Locri Nicola Gratteri, durante l'operazione di polizia i fac-simili elettorali dell'on. Sandro Principe vengono trovati in diverse abitazioni di 'ndranghetisti della Piana di Gioia Tauro e della Locride. Il Procuratore Cordova chiese alla Camera dei deputati per due volte l'autorizzazione a procedere contro l'on. Principe[3][4], autorizzazione sempre negata[5], nella richiesta del Magistrato c'era tra le altre cose: campagna elettorale fatta per Sandro Principe da mafiosi e pregiudicati della Piana di Gioia Tauro (dai boss Versace di Polistena agli Avignone di Taurianova, ai Pesce a molti altri), sino agli incontri di Sandro Principe (fotografati dai carabinieri di Rosarno) col boss mafioso Marcello Pesce nella saletta riservata del bar Crystall di Rosarno. Agli atti anche le lettere di raccomandazione inviate da Sandro Principe all'allora sottosegretario alla Difesa socialista al fine di far ottenere l'esonero dal servizio militare al pregiudicato di Rosarno Galatà (fratellastro del boss Marcello Pesce). Secondo i magistrati Agostino Cordova e Francesco Neri, tale ultimo favore fu chiesto a Sandro Principe dall'allora consigliere comunale socialista di Rosarno La Ruffa, pregiudicato e cognato degli stessi Pesce[6][7]. Tale vicenda giudiziaria si è conclusa nel 1995 con una richiesta da parte della procura di Palmi (accolta dal GIP) di Archiviazione per le accuse contestate al politico[8][9].
- Il 23 marzo 2016 viene posto agli arresti domiciliari con l'accusa di corruzione elettorale aggravata e concorso esterno in associazione per delinquere di stampo 'ndranghetista. La misura cautelare nasce a seguito delle indagini condotte dalla DDA di Catanzaro, che delinearono un "intreccio" politico/mafioso che gli consentì il rinnovo delle cariche istituzionali coperte nel consiglio comunale di Rende dal 1999 al 2011, nel consiglio provinciale di Cosenza del 2009 e nel consiglio regionale della Calabria del 2010. Tali cariche, secondo gli inquirenti, sono state favorite dal voto di scambio concesso dalle cosche locali "Lanzino-Ruà" di Cosenza. Il 26 maggio 2022 è stato assolto dalle accuse di concorso esterno in associazione mafiosa, voto di scambio e corruzione perché "il fatto non sussiste"[10][11][12]. Il 14 marzo 2025 la Corte di Cassazione ha annullato con rinvio le assoluzioni pronunciate nei confronti di Sandro Principe, ex sindaco di Rende, e di altri tre politici locali – Umberto Bernaudo, Pietro Ruffolo e Giuseppe Gagliardi – nell'ambito dell'inchiesta antimafia denominata "Sistema Rende"[13]. I quattro erano stati assolti nei due precedenti gradi di giudizio dalle accuse di concorso esterno in associazione mafiosa e voto di scambio; a Gagliardi era contestato anche il reato di corruzione. La Suprema Corte ha accolto il ricorso della Procura generale di Catanzaro, ritenendo carenti le motivazioni delle assoluzioni, disponendo così un nuovo processo presso la Corte d'Appello. L'inchiesta, condotta dalla DDA di Catanzaro, ipotizza un patto politico-mafioso in vigore dal 1999 al 2011, con scambi di voti in cambio di favori, tra cui assunzioni in cooperative legate al Comune di Rende.